# 장사의 신
《장사의 신 : 골목의 혁신가들》은 2017년 5월 26일부터 2017년 9월 8일까지 KBS 1TV로 방송된 한국방송공사의 텔레비전 프로그램이다.

## 방송 회차
| 회차 | 방송일          | 제목 (원제)                                               | 시청률 |
| ---- | --------------- | --------------------------------------------------------- | ------ |
| 1회  | 2017년 5월 26일 | 스타벅스에 도전한 토종카페, 테라로사 / 김용덕 대표        | 7.6%   |
| 2회  | 2017년 6월 2일  | 꽃을 잡지처럼 팔다 / 꾸까(kukka) 박춘화 대표              | 4.3%   |
| 3회  | 2017년 6월 9일  | 편안함을 파는 고깃집 / 김슬기 이층집 대표                 | 5.8%   |
| 4회  | 2017년 6월 16일 | 프랜차이즈를 이긴 동네 빵집 / <베비에르> 마옥천 대표      | 6.5%   |
| 5회  | 2017년 6월 23일 | 연남동 뒷골목을 살린 청년장사꾼 / 임동혁 대표             | 5.3%   |
| 6회  | 2017년 6월 30일 | 메이드 인 동대문, 혁신을 디자인하다 / 오정란 대표         | 5.5%   |
| 7회  | 2017년 7월 7일  | 동네서점의 변신, ‘책맥’을 아십니까 / 김진아 · 김진양 대표 | 4.4%   |
| 8회  | 2017년 7월 14일 | 인생 2막, 반찬가게 사장이 된 금융CEO / 김석헌 대표        | 6.5%   |
| 9회  | 2017년 7월 21일 | 수제 맥주 문화의 개척자 / 김희윤 양성후 대표              | 4.6%   |
| 10회 | 2017년 8월 4일  | 십시일반의 힘, 협동조합                                   | 4.3%   |
| 11회 | 2017년 9월 1일  | 스페셜 1: 청년이 미래다                                   | 4.7%   |
| 12회 | 2017년 9월 8일  | 스페셜 2: 인생 2막을 연다                                 | 5.5%   |